# Роговинка (Желєзногорський район)
Роговинка (рос. Роговинка) — присілок в Желєзногорському районі Курської області Російської Федерації.
Населення становить 100 осіб. Входить до складу муніципального утворення Линецька сільрада.

## Історія
Населений пункт розташований на території українського етнічного та культурного краю Східна Слобожанщина.
Від 2004 року входить до складу муніципального утворення Линецька сільрада.

## Населення
| 1862 | 1877 | 1883 | 1897 | 1900 | 1905 | 1979 |
| ---- | ---- | ---- | ---- | ---- | ---- | ---- |
| 578  | ↘502 | ↗580 | ↘501 | ↗502 | ↗518 | ↘205 |
| 2002 | 2010 | 2014 |      |      |      |      |
| ↘118 | ↘102 | ↘100 |      |      |      |      |